# Liste des cours d'eau d'Alaska

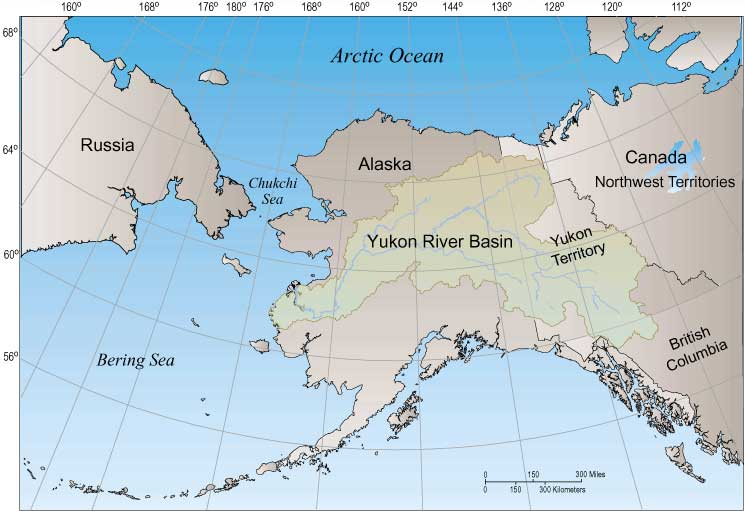
Bassin du fleuve Yukon en Alaska.

Cette liste, non exhaustive, regroupe les cours d'eau d'Alaska par bassin de drainage. Les indentations correspondent aux affluents.

## Océan Arctique
- Firth – 125 milles (201 km)
- Kongakut – 110 milles (177 km)
- Aichilik – 75 milles (121 km)
- Jago – 90 milles (145 km)
- Okpilak – 70 milles (113 km)
- Hulahula – 90 milles (145 km)
- Sadlerochit – 70 milles (113 km)
- Canning – 125 milles (201 km)
  - Marsh Fork Canning – 50 milles (80 km)
- Shaviovik – 75 milles (121 km)
  - Kavik – 75 milles (121 km)
- Kadleroshilik – 90 milles (145 km)
- Sagavanirktok – 185 milles (298 km)
  - Ivishak – 90 milles (145 km)
    - Echooka – 74 milles (119 km)

  - Ribdon – 50 milles (80 km)
  - Atigun – 45 milles (72 km)
- Kuparuk – 150 milles (241 km)
  - Toolik – 120 milles (193 km)
- Colville – 350 milles (563 km)
  - Itkillik – 220 milles (354 km)
  - Anaktuvuk – 135 milles (217 km)
    - Nanushuk – 100 milles (161 km)

  - Chandler – 100 milles (161 km)
    - Siksikpuk – 49 milles (79 km)
    - Ayiyak – 58 milles (93 km)

  - Killik – 105 milles (169 km)
    - Okokmilaga – 50 milles (80 km)

  - Oolamnagavik – 38 milles (61 km)
  - Kurupa – 80 milles (129 km)
  - Awuna – 200 milles (322 km)
  - Etivluk – 56 milles (90 km)
    - Nigu – 70 milles (113 km)

  - Ipnavik – 68 milles (109 km)
  - Kuna – 50 milles (80 km)
  - Kiligwa
  - Nuka – 50 milles (80 km)
- Fish Creek – 110 milles (177 km)
- Ikpikpuk – 195 milles (314 km)
  - Titaluk – 180 milles (290 km)
  - Price – 45 milles (72 km)
- Topagoruk – 160 milles (257 km)
- Meade – 150 milles (241 km)
  - Usuktuk – 135 milles (217 km)
- Kuk – 36 milles (58 km)
  - Kungok – 26 milles (42 km)
  - Ivisaruk – 78 milles (126 km)
  - Avalik – 85 milles (137 km)
    - Ketik – 85 milles (137 km)

  - Kaolak – 60 milles (97 km)
- Utukok – 180 milles (290 km)
- Kokolik – 200 milles (322 km)
- Kukpowruk – 160 milles (257 km)
- Pitmegea – 42 milles (68 km)
- Kukpuk - 12,5 milles (20 km)
  - Ipewik – 85 milles (137 km)

## Détroit de Béring
- Kivalina – 60 milles (97 km)
- Wulik – 80 milles (129 km)
- Noatak – 425 milles (684 km)
  - Agashashok – 42 milles (68 km)
  - Eli – 90 milles (145 km)
  - Kelly – 45 milles (72 km)
  - Kugururok – 60 milles (97 km)
  - Nimiuktuk
  - Anisak – 65 milles (105 km)
  - Cutler – 45 milles (72 km)
    - Imelyak – 55 milles (89 km)

  - Aniuk – 45 milles (72 km)
- Kobuk – 280 milles (451 km)
  - Squirrel – 72 milles (116 km)
  - Salmon – 60 milles (97 km)
  - Ambler – 75 milles (121 km)
  - Kogoluktuk – 45 milles (72 km)
  - Mauneluk – 50 milles (80 km)
  - Pah – 55 milles (89 km)
  - Reed – 52 milles (84 km)
  - Kaliguricheark
- Selawik – 140 milles (225 km)
  - Kugarak – 58 milles (93 km)
  - Tagagawik – 85 milles (137 km)
- Buckland – 67 milles (108 km)
- Kiwalik – 58 milles (93 km)
- Kugruk – 60 milles (97 km)
- Goodhope – 46 milles (74 km)
- Nugnugaluktuk – 26 milles (42 km)
- Kuzitrin – 95 milles (153 km)
  - Kougarok – 45 milles (72 km)
  - Noxapaga – 56 milles (90 km)
- Fish – 47 milles (76 km)
  - Niukluk – 52 milles (84 km)
- Tubutulik – 25 milles (40 km)
- Koyuk – 115 milles (185 km)
- Inglutalik – 80 milles (129 km)
- Ungalik – 90 milles (145 km)
- Shatoolik – 90 milles (145 km)
- Unalakleet – 90 milles (145 km)
  - North – 60 milles (97 km)
- Pastolik – 65 milles (105 km)
- Olive - 45 milles (72 km)

## Bassin duYukon
- Yukon – 1 980 milles (3 187 km)
  - Andreafsky – 120 milles (193 km)
    - East Fork Andreafsky – 125 milles (201 km)

  - Atchuelinguk – 165 milles (266 km)
  - Reindeer – 60 milles (97 km)
  - Innoko – 500 milles (805 km)
    - Paimiut Slough – 70 milles (113 km)
      - Reindeer – 65 milles (105 km)

    - Iditarod – 325 milles (523 km)
      - Yetna – 60 milles (97 km)

    - Mud – 57 milles (92 km)
    - Dishna – 60 milles (97 km)

  - Bonasila – 125 milles (201 km)
    - Stuyahok – 75 milles (121 km)

  - Anvik – 140 milles (225 km)
  - Khotol – 85 milles (137 km)
  - Nulato – 71 milles (114 km)
  - Koyokuk – 425 milles (684 km)
    - Gisasa – 70 milles (113 km)
    - Kateel – 115 milles (185 km)
    - Dulbi – 85 milles (137 km)
    - Huslia – 100 milles (161 km)
    - Hogatza – 120 milles (193 km)
    - Indian – 53 milles (85 km)
    - Kanuti – 175 milles (282 km)
      - Kanuti Kilolitna – 60 milles (97 km)

    - Alatna – 145 milles (233 km)
    - South Fork Koyukuk – 140 milles (225 km)
      - Fish Creek – 60 milles (97 km)
      - Jim – 60 milles (97 km)

    - John – 125 milles (201 km)
    - Wild – 60 milles (97 km)
    - North Fork – 100 milles (161 km)
      - Tinayguk – 44 milles (71 km)

    - Middle Fork Koyukuk – 62 milles (100 km)

  - Yuki – 85 milles (137 km)
  - Melozitna – 135 milles (217 km)
    - Little Melozitna – 38 milles (61 km)

  - Nowitna – 250 milles (402 km)
    - Sulatna – 100 milles (161 km)
    - Titna – 80 milles (129 km)
      - Sethkokna – 52 milles (84 km)

    - Susulatna – 41 milles (66 km)

  - Tozitna – 83 milles (134 km)
  - Tanana – 659 milles (1 061 km)
    - Chitanana – 65 milles (105 km)
    - Cosna – 44 milles (71 km)
    - Zitiana – 63 milles (101 km)
    - Kantishna (rivière) – 108 milles (174 km)
      - Toklat – 85 milles (137 km)
      - McKinley – 58 milles (93 km)
      - Bearpaw – 55 milles (89 km)
        - Moose Creek – 18 milles (29 km)

      - Birch Creek – 65 milles (105 km)
        - Foraker – 60 milles (97 km)

    - Tolovana – 117 milles (188 km)
      - Chatanika - 128 milles (206 km)

    - Nenana – 140 milles (225 km)
      - Teklanika – 90 milles (145 km)

    - Wood – 115 milles (185 km)
    - Chena – 100 milles (161 km)
    - Salcha – 125 milles (201 km)
    - Little Delta – 24 milles (39 km)
    - Delta Creek – 40 milles (64 km)
    - Delta – 80 milles (129 km)
    - Goodpaster – 91 milles (146 km)
    - Tetlin – 75 milles (121 km)
    - Chisana – 105 milles (169 km)
    - Nabesna – 75 milles (121 km)

  - Hess Creek – 50 milles (80 km)
  - Ray – 43 milles (69 km)
  - Dall – 80 milles (129 km)
  - Hodzana – 125 milles (201 km)
  - Beaver Creek – 180 milles (290 km)
  - Hadweenzic – 93 milles (150 km)
  - Chandalar – 100 milles (161 km)
    - East Fork Chandalar – 175 milles (282 km)
      - North Fork East Fork Chandalar – 54 milles (87 km)
      - Wind – 80 milles (129 km)
      - Junjik – 65 milles (105 km)

    - Middle Fork Chandalar – 102 milles (164 km)
    - North Fork Chandalar – 104 milles (167 km)

  - Christian – 140 milles (225 km)
  - Porcupine – 569 milles (916 km)
    - Grass – 39 milles (63 km)
      - Little Black – 82 milles (132 km)

    - Black – 160 milles (257 km)
      - Salmon Fork Black – 90 milles (145 km)
      - Grayling Fork Black – 80 milles (129 km)

    - Sheenjek – 200 milles (322 km)
      - Koness – 72 milles (116 km)

    - Coleen
    - Old Crow – 175 milles (282 km)

  - Charley – 88 milles (142 km)
  - Kandik – 82 milles (132 km)
  - Nation – 70 milles (113 km)
  - Seventymile – 58 milles (93 km)
  - Tatonduk – 70 milles (113 km)
  - Fortymile – 60 milles (97 km)
    - North Fork Fortymile – 44 milles (71 km)
      - Middle Fork Fortymile – 60 milles (97 km)

    - South Fork Fortymile – 33 milles (53 km)
      - Mosquito Fork – 86 milles (138 km)
      - Dennison Fork – 60 milles (97 km)

  - Sixtymile – 85 milles (137 km)
  - White – 200 milles (322 km)
    - Ladue – 100 milles (161 km)
    - Beaver Creek – 85 milles (137 km)

## Mer de Béring
- Black – 90 milles (145 km)
- Kun – 65 milles (105 km)
- Kokechik – 60 miles (Kashunuk distributary)
- Kashunuk – 225 miles (Yukon distributary)
- Manokinak – 75 milles (121 km)
- Azun – 50 milles (80 km)
- Ninglick – 35 milles (56 km)
  - Izaviknek – 80 milles (129 km)
- Kolavinarak – 40 milles (64 km)
- Kuskokwim – 724 milles (1 165 km)
  - Eek – 108 milles (174 km)
  - Johnson – 215 milles (346 km)
  - Gweek – 70 milles (113 km)
  - Kwethluk – 85 milles (137 km)
  - Kisaralik – 90 milles (145 km)
  - Tuluksak – 90 milles (145 km)
  - Aniak – 140 milles (225 km)
  - George – 80 milles (129 km)
  - Holitna – 110 milles (177 km)
    - Hoholitna – 165 milles (266 km)

  - Stony – 190 milles (306 km)
  - Swift – 100 milles (161 km)
  - Takotna – 120 milles (193 km)
    - Nixon Fork – 88 milles (142 km)

  - Middle Fork Kuskokwim – 130 milles (209 km)
    - Big – 130 milles (209 km)

  - South Fork Kuskokwim – 130 milles (209 km)
  - East Fork Kuskokwim – 40 milles (64 km)
    - Slow Fork – 60 milles (97 km)
    - Tonzona – 75 milles (121 km)

  - North Fork Kuskokwim – 150 milles (241 km)
    - Swift Fork – 75 milles (121 km)
- Kanektok – 75 milles (121 km)
- Arolik – 14 milles (23 km)
- Goodnews – 60 milles (97 km)
- Togiak – 48 milles (77 km)
- Izavieknik - 22 milles (35 km)
- Igushik – 50 milles (80 km)
- Snake – 45 milles (72 km)
- Nushagak – 242 milles (389 km)
  - Wood – 20 milles (32 km)
  - Kokwok – 36 milles (58 km)
  - Mulchatna – 160 milles (257 km)
    - Stuyahok – 45 milles (72 km)
    - Koktuli
    - Chilikadrotna – 55 milles (89 km)

  - Nuyakuk – 36 milles (58 km)
    - Tikchik – 45 milles (72 km)

  - King Salmon – 45 milles (72 km)
- Kvichak – 50 milles (80 km)
  - Alagnak – 64 milles (103 km)
  - Newhalen – 22 milles (35 km)
    - Chulitna – 90 milles (145 km)
    - Tikakila – 50 milles (80 km)
- Naknek – 35 milles (56 km)
  - Savonoski – 35 milles (56 km)
    - American Creek – 50 milles (80 km)
- Egegik – 28 milles (45 km)
  - King Salmon – 60 milles (97 km)
- Ugashik – 43 milles (69 km)
  - King Salmon – 35 milles (56 km)
  - Dog Salmon – 70 milles (113 km)
- Cinder – 44 milles (71 km)
- Meshik – 31 milles (50 km)
- Caribou – 50 milles (80 km)

## Golfe d'Alaska
- Chignik – 20 milles (32 km)
- Aniakchak – 27 milles (43 km)
- Ayakulik – 28 milles (45 km)
- Karluk – 24 milles (39 km)
- Kamishak – 38 milles (61 km)
- McNeil – 22 milles (35 km)
- McArthur – 33 milles (53 km)
  - Chakachatna – 36 milles (58 km)
- Beluga – 35 milles (56 km)
- Susitna – 313 milles (504 km)
  - Yentna – 75 milles (121 km)
    - Kahiltna – 60 milles (97 km)
    - Skwentna – 100 milles (161 km)
      - Talachulitna – 45 milles (72 km)

  - Deshka – 44 milles (71 km)
    - Kroto Creek
    - Moose Creek

  - Talkeetna – 85 milles (137 km)
  - Chulitna – 70 milles (113 km)
    - Tokositna – 34 milles (55 km)

  - Oshetna – 55 milles (89 km)
  - Tyone – 30 milles (48 km)
  - Maclaren – 55 milles (89 km)
- Little Susitna – 110 milles (177 km)
- Matanuska – 75 milles (121 km)
  - Chickaloon – 34 milles (55 km)
- Knik – 25 milles (40 km)
- Eklutna – 22 milles (35 km)
- Eagle – 50 milles (80 km)
- Ship Creek – 30 milles (48 km)
- Chickaloon – 36 milles (58 km)
- Swanson (rivière) – 40 milles (64 km)
- Kenai – 75 milles (121 km)
  - Snow
- Kasilov – 17 milles (27 km)
- Ninilchik – 21 milles (34 km)
- Anchor – 30 milles (48 km)
- Fox – 27 milles (43 km)
- Lowe – 20 milles (32 km)
- Copper – 300 milles (483 km)
  - Martin – 22 milles (35 km)
  - Bremner – 40 milles (64 km)
  - Tasnuna
  - Tiekel – 34 milles (55 km)
  - Chitina – 112 milles (180 km)
    - Nizina – 37 milles (60 km)
    - Tana – 31 milles (50 km)

  - Tonsina – 60 milles (97 km)
  - Klutina – 63 milles (101 km)
  - Tazlina – 30 milles (48 km)
  - Gulkana – 60 milles (97 km)
  - Gakona – 64 milles (103 km)
  - Christochina – 48 milles (77 km)
- Indian River (Alaska) – 5 km

## Alaska du Sud-Est
- Baranof
- Bering – 21 milles (34 km)
- Duktoth – 28 milles (45 km)
- Alsek – 240 milles (386 km)
- Endicott – 25 milles (40 km)
- Chilkat – 52 milles (84 km)
  - Tsirku – 25 milles (40 km)
  - Klehini – 30 milles (48 km)
- Chilkoot – 20 milles (32 km)
- Taiya – 17 milles (27 km)
- Rivière Taku – 54 milles (87 km)
- Whiting – 40 milles (64 km)
- Stikine – 379 milles (610 km)
- King Salmon – 11 milles (18 km)
- Craig
- Unuk – 28 milles (45 km)
- Chickamin – 40 milles (64 km)
- Kelsall
- Skagway
- Blue - 13 milles (21 km)
- Behm
- Lava Fork